# Rayville (Missouri)
Rayville – wieś w Stanach Zjednoczonych, w stanie Missouri, w hrabstwie Ray.